# Messua
Messua is een geslacht van spinnen uit de familie springspinnen (Salticidae).

## Soorten
De volgende soorten zijn bij het geslacht ingedeeld:
- Messua centralis (Peckham & Peckham, 1896)
- Messua dentigera (F. O. P.-Cambridge, 1901)
- Messua desidiosa Peckham & Peckham, 1896
- Messua donalda (Kraus, 1955)
- Messua latior (Roewer, 1955)
- Messua laxa (Chickering, 1946)
- Messua limbata (Banks, 1898)
- Messua moma (F. O. P.-Cambridge, 1901)
- Messua octonotata (F. O. P.-Cambridge, 1901)
- Messua pura (Bryant, 1948)
- Messua tridentata (F. O. P.-Cambridge, 1901)